# Selaginella bigelovii
Selaginella bigelovii är en mosslummerväxtart som beskrevs av Underw.. Selaginella bigelovii ingår i släktet mosslumrar, och familjen mosslummerväxter. Inga underarter finns listade i Catalogue of Life.